# 잉글랜드 축구 국가대표팀
잉글랜드 축구 국가대표팀(영어: England national football team)은 영국의 잉글랜드를 대표하는 축구 국가 대표팀으로 '축구 종주국'과 '삼사자 군단'으로 알려져 있으며 현재 영어권 국가 중에서 피파랭킹이 가장 높은 팀이자 유일한 FIFA 월드컵 우승국이다. 1863년 잉글랜드 축구 협회가 창설되었고 1872년 11월 30일 스코틀랜드와의 국제 경기 데뷔전을 치렀으며 웸블리 스타디움을 홈 구장으로 사용하고 있다.
유럽 내 FIFA 월드컵 우승국 중에서 유일하게 UEFA 네이션스리그에서 리그 B로 강등된 팀이다. 잉글랜드 축구 국가대표팀을 제외한 모든 FIFA 월드컵 우승국들은 전원 UEFA 네이션스리그에서 리그 A에 있다.

## 역사

### FIFA 월드컵
월드컵 본선에는 처음으로 참가한 1950년 대회를 포함해 15번 출전하였고 첫 출전한 처음으로 참가한 1950년 대회에서는 엔트리 멤버를 아무렇게나 막 결성한 미국에게 어이없는 패배를 당해 조별리그 탈락했다. 하지만 이 중 자국에서 열린 1966년 대회에서 우승컵을 들어올렸지만 이후 24년만에 준결승에 올랐던 1990년 대회를 제외하고 참가했던 모든 월드컵 본선에서는 대부분 16강이나 8강에서 탈락의 고배를 마셨고 1994년 대회에서는 지역 예선에서 탈락하면서 아예 본선에 나서지도 못했다. 그리고 2014년 대회 본선에서는 코스타리카, 우루과이에 밀려 조별리그에서 탈락하는 수모까지 겪었고 이전에 처음으로 참가한 1950년 대회와 1958년 대회에서도 조별리그에서 탈락한 적이 있었다. 그러다가 2018년 대회에서 손흥민의 팀 동료인 해리 케인, 델레 알리 등 주축 선수들의 고른 활약으로 대회 4위의 성적을 기록하며 1990년 대회 이후 무려 28년만에 월드컵 준결승 진출에 성공했다. 물론, 2022년 대회에서는 대진이 기가 막히게 잘 편성되어 이란을 6-2 대승을 거두면서 기분 좋게 시작한 것을 비롯해, 미국과 비기고 웨일스를 이겨 16강에 진출한 후 복병 세네갈을 3-0으로 대승했지만 8강에서 우승 후보인 프랑스에게 패해 8강에서 멈추었다.

### UEFA 유럽 축구 선수권 대회
유로 대회 본선에는 2020년 대회를 포함해 10번 출전하여 이 가운데 자국에서 열린 2020년 대회에서 비록 안타깝게 이탈리아와의 결승전 승부차기에서 패하며 준우승에 머물렀지만 자국에서 열린 1966년 월드컵 우승 이후 55년만에 메이저 대회 결승이자 유로 대회 사상 첫 결승에 오르는 투혼을 발휘했다.

### UEFA 네이션스리그

#### 2018-19 시즌
UEFA 네이션스리그 첫 시즌인 2018-19 시즌에서 리그 A에 편입된 잉글랜드는 한때 월드컵·유로·컨페드컵 대회까지 통틀어 메이저 대회 4연패의 업적을 달성하고 2018년 월드컵 준우승국인 스페인과 4조에 편성되었다. 그리고 홈에서 열린 첫 경기에서 스페인에게 1-4로 대패하고 크로아티아와의 원정 2차전에서는 득점없이 0-0으로 비겼다. 그러나 스페인과의 원정 3차전에서 3-2로 승리를 거두며 2018월드컵 4강전 패배와 1차전에서의 패배를 한번에 설욕했고 홈에서 열린 크로아티아와의 최종전에서마저 2-1로 승리를 쟁취하며 2승 1무 1패로 스페인, 크로아티아를 따돌리고 4조 1위로 1조에서 1위를 차지한 네덜란드와 준결승전에서 맞붙었다. 그리고 네덜란드와의 준결승전에서 전반 32분 마커스 래시퍼드가 선제골을 뽑으며 앞서가다가 후반 28분 마티아스 더 리트에게 동점골을 내주며 승부가 연장전까지 이어졌고 결국 연장전에서 카일 워커의 자책골로 역전을 헌납하더니 연장 후반 9분 크빈시 프로머스에게 쐐기골까지 얻어맞고 1-3으로 패하며 결승 진출이 좌절됐다. 이후 열린 스위스와의 3·4위 결정전에서 120분간의 치열한 공방전에도 득점 없이 비기며 승부차기로 이어졌고 결국 승부차기에서 스위스의 6번째 키커인 요시프 드르미치의 실축으로 6-5의 승리를 거두면서 네이션스리그 첫 시즌에서 3위를 차지했다.

#### 2020-21 시즌
벨기에 축구 국가대표팀에 막혀서 파이널 진출에 실패했으며 리그 A에 잔류했다.

#### 2022-23 시즌
UEFA 네이션스리그 세 번째 시즌인 2022-23 시즌에서 리그 A에 속한 잉글랜드는 유로 2020 우승국이지만 2018년 FIFA 월드컵에 이어서 2022년 FIFA 월드컵에서마저 또다시 지역예선에서 탈락함으로 인해 한물 간 이탈리아, 카잔의 기적으로 인해 한물 간 독일, 1990년 FIFA 월드컵 이래로 지역예선을 통과하지 못하고 있는 헝가리와 3조에 편성되었다. 잉글랜드는 2018년 FIFA 월드컵에서 4강까지 진출했으며 유로 2020 준우승국이기까지 한 데다가 팀 전력도 가장 좋았음에도 불구하고 단 1승도 올리지 못했으며 심지어 조 최약체로 꼽혔던 헝가리에게 0-1, 0-4로 홈 원정 모두 패배한 탓에 결국 FIFA 월드컵 우승국으로서는 이례적으로 조 꼴찌가 되어 2024-25 시즌에서 리그 B로 강등 당하는 굴욕을 당했다.

## 홈 경기장
웸블리 스타디움을 메인 홈구장으로 사용한다.

## 결과 및 일정
다음은 지난 1년간 경기 결과와 향후 잉글랜드 대표팀의 예정된 경기 목록이다.
  승리
  무승부
  패배
  경기

### 2023년
| UEFA 유로 2024 예선 C조 2023년 3월 23일 | 이탈리아   | 1 – 2 | 잉글랜드                            | 이탈리아, 나폴리                                                                  |  |  |
| 20:45 CET (UTC+1)                       | 레테기 56′ |       | 라이스 13′ · 해리 케인 44′ (페널티) | 경기장: 스타디오 디에고 아르만도 마라도나 관중 수: 44,536 심판: 스르잔 요바노비치 |  |  |
|                                         |            |       |                                     |                                                                                   |  |  |

| UEFA 유로 2024 예선 C조 2023년 3월 26일 | 잉글랜드            | 2 – 0 | 우크라이나 | 잉글랜드, 런던                                                    |  |  |
| 17:00 BST (UTC+1)                       | 케인 37′ · 사카 40′ |       |            | 경기장: 웸블리 스타디움 관중 수: 83,947 심판: 세르다르 괴쥐뷔위크 |  |  |
|                                         |                     |       |            |                                                                   |  |  |

| UEFA 유로 2024 예선 C조 2023년 6월 16일 | 몰타 | 0 – 4 | 잉글랜드                                                                        | 몰타, 타알리                                                  |  |  |
| 20:45 CEST (UTC+2)                      |      |       | 아파프 8′ (자책골) · 알렉산더아널드 28′ · 케인 31′ (페널티) · 윌슨 83′ (페널티) | 경기장: 타알리 국립경기장 관중 수: 16,277 심판: 이고르 파야츠 |  |  |
|                                         |      |       |                                                                                 |                                                               |  |  |

| UEFA 유로 2024 예선 C조 2023년 6월 19일 | 잉글랜드                                                                | 7 – 0 | 북마케도니아 | 잉글랜드, 맨체스터                                          |  |  |
| 19:45 BST (UTC+1)                       | 케인 29′, 73′ (페널티) · 사카 38′, 47′, 51′ · 래시퍼드 45′ · 필립스 64′ |       |              | 경기장: 올드 트래퍼드 관중 수: 70,708 심판: 이슈트반 코바치 |  |  |
|                                         |                                                                         |       |              |                                                             |  |  |

| UEFA 유로 2024 예선 C조 2023년 9월 9일 | 우크라이나 | 1 – 1 | 잉글랜드 | 폴란드, 브로츠와프                                                    |  |  |
| 17:00 BST (UTC+1)                      | 진첸코 26′ |       | 워커 41′ | 경기장: 브로츠와프 시립경기장 관중 수: 39,000 심판: 게오르기 카바코프 |  |  |
|                                        |            |       |          |                                                                       |  |  |

| 친선 경기 2023년 9월 12일 | 스코틀랜드            | 1 – 3 | 잉글랜드                         | 스코틀랜드, 글래스고                |  |  |
| 19:45 BST (UTC+1)         | 매과이어 67′ (자책골) |       | 포든 32′ · 벨링엄 35′ · 케인 81′ | 경기장: 햄던 파크 심판: 다비데 마사 |  |  |
|                           |                       |       |                                  |                                     |  |  |

| 친선 경기 2023년 10월 13일 | 잉글랜드   | 1 – 0 | 오스트레일리아 | 잉글랜드, 런던                                                  |  |  |
| 19:45 BST (UTC+1)          | 왓킨스 57′ |       |                | 경기장: 웸블리 스타디움 관중 수: 81,116 심판: 스테파니 프라파르 |  |  |
|                            |            |       |                |                                                                 |  |  |

| UEFA 유로 2024 예선 C조 2023년 10월 17일 | 잉글랜드                              | 3 – 1 | 이탈리아     | 잉글랜드, 런던                                              |  |  |
| 19:45 BST (UTC+1)                        | 케인 32′ (페널티), 77′ · 래시퍼드 57′ |       | 스카마카 15′ | 경기장: 웸블리 스타디움 관중 수: 83,194 심판: 클레망 튀르팽 |  |  |
|                                          |                                       |       |              |                                                             |  |  |

| UEFA 유로 2024 예선 C조 2023년 11월 17일 | 잉글랜드                    | 2 – 0 | 몰타 | 잉글랜드, 런던                                              |  |  |
| 19:45 BST (UTC+1)                        | 페페 8′ (자책골) · 케인 75′ |       |      | 경기장: 웸블리 스타디움 관중 수: 81,388 심판: 루이스 고디뉴 |  |  |
|                                          |                             |       |      |                                                             |  |  |

| UEFA 유로 2024 예선 C조 2023년 11월 20일 | 북마케도니아 | 1 – 1 | 잉글랜드                | 북마케도니아, 스코페                                               |  |  |
| 20:45 CEST (UTC+2)                       | 바르디 41′   |       | 아타나소프 59′ (자책골) | 경기장: 토셰 프로에스키 아레나 관중 수: 27,982 심판: 필리프 글로바 |  |  |
|                                          |              |       |                         |                                                                    |  |  |

## 코칭스태프
| 직위          | 이름             |
| ------------- | ---------------- |
| 감독          | 토마스 투헬      |
| 수석 코치     | Steve Holland    |
| 골키퍼 코치   | Martyn Margetson |
| 코치          | Chris Powell     |
| 코치          | Graeme Jones     |
| 팀 닥터       | Mark Williams    |
| 피트니스 코치 | Bryce Cavanagh   |

### 역대 감독
| 이름                           | 활동 기간 |
| ------------------------------ | --------- |
| 월터 윈터보텀 경 (Kt), CBE     | 1946–1962 |
| 앨프 램지 경 (Kt)              | 1963–1974 |
| 조 머서 OBE                    | 1974      |
| 돈 레비 OBE                    | 1974–1977 |
| 론 그린우드 CBE                | 1977–1982 |
| 보비 롭슨 경 (Kt), CBE         | 1982–1990 |
| 그레이엄 테일러 OBE            | 1990–1993 |
| 테리 베너블스                  | 1994–1996 |
| 글렌 호들                      | 1996–1999 |
| 케빈 키건 OBE                  | 1999–2000 |
| 하워드 윌킨슨                  | 2000      |
| 피터 테일러                    | 2000–2001 |
| 스벤예란 에릭손                | 2001–2006 |
| 스티브 매클래런                | 2006–2007 |
| 파비오 카펠로                  | 2007–2012 |
| 스튜어트 피어스 MBE (감독대행) | 2012      |
| 로이 호지슨                    | 2012-2016 |
| 샘 앨러다이스                  | 2016      |
| 개러스 사우스게이트            | 2016-2024 |
| 리 카슬리 (감독대행)           | 2024      |
| 토마스 투헬                    | 2025-     |

## 선수

### 현재 선수 명단
다음 25명의 선수들은 2024년 10월 10일  그리스와 10월 13일  핀란드와의 2024-25 UEFA 네이션스리그에 참가하는 선수 명단이다.
- 출장 수와 골 수는 2024년 9월 10일  핀란드전 이후 기준이다.

| 번호 | 위치 | 선수                  | 생년월일 (나이)        | 출전 | 득점 | 소속                |
| ---- | ---- | --------------------- | ---------------------- | ---- | ---- | ------------------- |
|      | GK   | 조던 픽퍼드           | 1994년 3월 7일(31세)   | 70   | 0    | 에버턴              |
|      | GK   | 닉 포프               | 1992년 4월 19일(33세)  | 10   | 0    | 뉴캐슬 유나이티드   |
|      | GK   | 딘 헨더슨             | 1997년 3월 12일(28세)  | 1    | 0    | 크리스털 팰리스     |
|      |      |                       |                        |      |      |                     |
|      | DF   | 카일 워커             | 1990년 5월 28일(35세)  | 90   | 1    | 맨체스터 시티       |
|      | DF   | 존 스톤스             | 1994년 5월 28일(31세)  | 81   | 3    | 맨체스터 시티       |
|      | DF   | 트렌트 알렉산더아널드 | 1998년 10월 7일(26세)  | 31   | 3    | 레알 마드리드       |
|      | DF   | 마크 게히             | 2000년 7월 13일(24세)  | 19   | 0    | 크리스털 팰리스     |
|      | DF   | 에즈리 콘사           | 1997년 10월 23일(27세) | 8    | 0    | 애스턴 빌라         |
|      | DF   | 리바이 콜윌           | 2003년 2월 26일(22세)  | 3    | 0    | 첼시                |
|      | DF   | 리코 루이스           | 2004년 11월 28일(20세) | 2    | 0    | 맨체스터 시티       |
|      |      |                       |                        |      |      |                     |
|      | MF   | 데클런 라이스         | 1999년 1월 14일(26세)  | 60   | 4    | 아스널              |
|      | MF   | 필 포든               | 2000년 5월 28일(25세)  | 41   | 4    | 맨체스터 시티       |
|      | MF   | 주드 벨링엄           | 2003년 6월 29일(21세)  | 36   | 5    | 레알 마드리드       |
|      | MF   | 코너 갤러거           | 2000년 2월 6일(25세)   | 18   | 0    | 아틀레티코 마드리드 |
|      | MF   | 코비 마이누           | 2005년 4월 19일(20세)  | 10   | 0    | 맨체스터 유나이티드 |
|      | MF   | 콜 파머               | 2002년 5월 6일(23세)   | 9    | 2    | 첼시                |
|      | MF   | 안젤 고메스           | 2000년 8월 31일(24세)  | 2    | 0    | 릴                  |
|      | MF   | 모건 깁스화이트       | 2000년 1월 27일(25세)  | 1    | 0    | 노팅엄 포리스트     |
|      |      |                       |                        |      |      |                     |
|      | FW   | 해리 케인 (주장)      | 1993년 7월 28일(31세)  | 100  | 68   | 바이에른 뮌헨       |
|      | FW   | 부카요 사카           | 2001년 9월 5일(23세)   | 42   | 12   | 아스널              |
|      | FW   | 잭 그릴리시           | 1995년 9월 10일(29세)  | 38   | 3    | 맨체스터 시티       |
|      | FW   | 올리 왓킨스           | 1995년 12월 30일(29세) | 15   | 4    | 애스턴 빌라         |
|      | FW   | 앤서니 고든           | 2001년 2월 24일(24세)  | 6    | 0    | 뉴캐슬 유나이티드   |
|      | FW   | 노니 마두에케         | 2002년 3월 10일(23세)  | 1    | 0    | 첼시                |
|      | FW   | 도미닉 솔란케         | 1997년 9월 14일(27세)  | 1    | 0    | 토트넘 홋스퍼       |

### 최근 차출된 선수
다음은 최근 12개월간 잉글랜드 축구 국가대표팀에 차출된 선수 목록이다.
| 위치 | 선수                | 생년월일 (나이)        | 출전 | 득점 | 소속                   | 최근 소집                        |
| ---- | ------------------- | ---------------------- | ---- | ---- | ---------------------- | -------------------------------- |
| GK   | 에런 램스데일       | 1998년 5월 14일(27세)  | 5    | 0    | 사우샘프턴             | UEFA 유로 2024                   |
| GK   | 제임스 트래퍼드     | 2002년 10월 10일(22세) | 0    | 0    | 번리                   | UEFA 유로 2024예비               |
| GK   | 샘 존스턴           | 1993년 3월 25일(32세)  | 4    | 0    | 울버햄프턴 원더러스    | 2024년 3월 26일, 벨기에전부상    |
|      |                     |                        |      |      |                        |                                  |
| DF   | 해리 매과이어       | 1993년 3월 5일(32세)   | 64   | 7    | 맨체스터 유나이티드    | 2024년 9월 10일, 핀란드전        |
| DF   | 티노 리브라멘토     | 2002년 11월 12일(22세) | 0    | 0    | 뉴캐슬 유나이티드      | 2024년 9월 10일, 핀란드전        |
| DF   | 키어런 트리피어은퇴 | 1990년 9월 19일(34세)  | 54   | 1    | 뉴캐슬 유나이티드      | UEFA 유로 2024                   |
| DF   | 루크 쇼             | 1995년 7월 12일(29세)  | 34   | 3    | 맨체스터 유나이티드    | UEFA 유로 2024                   |
| DF   | 조 고메즈           | 1997년 5월 23일(28세)  | 15   | 0    | 리버풀                 | UEFA 유로 2024                   |
| DF   | 루이스 덩크         | 1991년 11월 21일(33세) | 6    | 0    | 브라이턴 & 호브 앨비언 | UEFA 유로 2024                   |
| DF   | 재러드 브랜스웨이트 | 2002년 6월 27일(22세)  | 1    | 0    | 에버턴                 | UEFA 유로 2024예비               |
| DF   | 자렐 콴사           | 2003년 1월 29일(22세)  | 0    | 0    | 리버풀                 | UEFA 유로 2024예비               |
| DF   | 벤 칠웰             | 1996년 12월 21일(28세) | 21   | 1    | 첼시                   | 2024년 3월 26일, 벨기에전        |
| DF   | 피카요 토모리       | 1997년 12월 19일(27세) | 5    | 0    | AC 밀란                | 2023년 11월 20일, 북마케도니아전 |
|      |                     |                        |      |      |                        |                                  |
| MF   | 애덤 워튼           | 2004년 2월 6일(21세)   | 1    | 0    | 크리스털 팰리스        | UEFA 유로 2024                   |
| MF   | 제임스 매디슨       | 1996년 11월 23일(28세) | 7    | 0    | 토트넘 홋스퍼          | UEFA 유로 2024예비               |
| MF   | 커티스 존스         | 2001년 1월 30일(24세)  | 0    | 0    | 리버풀                 | UEFA 유로 2024예비               |
| MF   | 조던 헨더슨         | 1990년 6월 17일(34세)  | 81   | 3    | 아약스                 | 2024년 3월 26일, 벨기에전        |
| MF   | 캘빈 필립스         | 1995년 12월 2일(29세)  | 31   | 1    | 입스위치 타운          | 2023년 11월 20일, 북마케도니아전 |
|      |                     |                        |      |      |                        |                                  |
| FW   | 재러드 보언         | 1996년 12월 20일(28세) | 12   | 0    | 웨스트햄 유나이티드    | 2024년 9월 10일, 핀란드전        |
| FW   | 에베레치 에제       | 1998년 6월 29일(26세)  | 9    | 0    | 크리스털 팰리스        | 2024년 9월 10일, 핀란드전        |
| FW   | 아이번 토니         | 1996년 3월 16일(29세)  | 6    | 1    | 알아흘리               | UEFA 유로 2024                   |
| FW   | 마커스 래시퍼드     | 1997년 10월 31일(27세) | 60   | 17   | 맨체스터 유나이티드    | 2024년 3월 26일, 벨기에전        |
| FW   | 칼럼 윌슨           | 1992년 2월 27일(33세)  | 9    | 2    | 뉴캐슬 유나이티드      | 2023년 11월 17일, 몰타전부상     |
| FW   | 에디 은케티아       | 1999년 5월 30일(26세)  | 1    | 0    | 크리스털 팰리스        | 2023년 10월 17일, 이탈리아전     |

범례
정지: 출전 정지 

부상: 부상으로 선수단에서 제외 

은퇴: 국가대표팀 은퇴 

### 이전 선수 명단
| FIFA 월드컵 선수 명단 - 1950년 FIFA 월드컵 - 1954년 FIFA 월드컵 - 1958년 FIFA 월드컵 - 1962년 FIFA 월드컵 - 1966년 FIFA 월드컵 - 1970년 FIFA 월드컵 - 1982년 FIFA 월드컵 - 1986년 FIFA 월드컵 - 1990년 FIFA 월드컵 - 1998년 FIFA 월드컵 - 2002년 FIFA 월드컵 - 2006년 FIFA 월드컵 - 2010년 FIFA 월드컵 - 2014년 FIFA 월드컵 - 2018년 FIFA 월드컵 - 2022년 FIFA 월드컵 | UEFA 유럽 축구 선수권 대회 선수 명단 - UEFA 유로 1968 - UEFA 유로 1980 - UEFA 유로 1988 - UEFA 유로 1992 - UEFA 유로 1996 - UEFA 유로 2000 - UEFA 유로 2004 - UEFA 유로 2008 - UEFA 유로 2012 - UEFA 유로 2016 - UEFA 유로 2020 - UEFA 유로 2024 |  |

## 주요 성적
FIFA 월드컵
- 우승 (1): 1966년
- 4위 (2): 1990, 2018

UEFA 유럽 챔피언십
- 준우승 (2): 2020년, 2024년
- 준결승 (2): 1996년, 1968년

## 개인 기록

### 선수 기록

#### 최다 출장 선수
아래 기록은 2022년 12월 10일을 기준으로 한다. (현역 선수는 블록으로 나타냄.)
| #   | 이름                   | 활동 기간 | 경기 | 골 | 포지션 |
| --- | ---------------------- | --------- | ---- | -- | ------ |
| 1.  | 피터 실턴 OBE          | 1970-1990 | 125  | 0  | GK     |
| 2.  | 웨인 루니              | 2003-2018 | 120  | 53 | FW     |
| 3.  | 데이비드 베컴 OBE      | 1996-2009 | 115  | 17 | MF     |
| 4.  | 스티븐 제라드 MBE      | 2000-2014 | 114  | 21 | MF     |
| 5.  | 보비 무어 OBE          | 1962-1973 | 108  | 2  | DF     |
| 6.  | 애슐리 콜              | 2001-2014 | 107  | 0  | DF     |
| 7.  | 보비 찰턴 경 (Kt), CBE | 1958-1970 | 106  | 49 | FW     |
| 7.  | 프랭크 램파드 OBE      | 1999-2014 | 106  | 29 | MF     |
| 9.  | 빌리 라이트 CBE        | 1946-1959 | 105  | 3  | DF     |
| 10. | 브라이언 롭슨 OBE      | 1980-1991 | 90   | 26 | MF     |

#### 최다 득점 선수
아래 기록은 2022년 12월 10일을 기준으로 한다. (현역 선수는 블록으로 나타냄.)
| #   | 이름                   | 활동 기간 | 골 | 경기 | 경기당 평균 골 | 포지션 |
| --- | ---------------------- | --------- | -- | ---- | -------------- | ------ |
| 1.  | 해리 케인              | 2015–현재 | 53 | 80   | 0.66           | FW     |
| 1.  | 웨인 루니              | 2003-2018 | 53 | 120  | 0.44           | FW     |
| 32. | 보비 찰턴 경 (Kt), CBE | 1958–1970 | 49 | 106  | 0.46           | FW     |
| 4.  | 게리 리네커 OBE        | 1984–1992 | 48 | 80   | 0.60           | FW     |
| 5.  | 지미 그리브스          | 1959–1967 | 44 | 57   | 0.77           | FW     |
| 6.  | 마이클 오언            | 1998–2008 | 40 | 89   | 0.45           | FW     |
| 7.  | 냇 로프트하우스 OBE    | 1950–1958 | 30 | 33   | 0.91           | FW     |
| 7.  | 앨런 시어러 CBE        | 1992–2000 | 30 | 63   | 0.49           | FW     |
| 7.  | 톰 피니 경 (Kt), CBE   | 1946–1958 | 30 | 76   | 0.39           | FW     |
| 10. | 비비안 우드워드        | 1903–1911 | 29 | 23   | 1.26           | FW     |
| 10. | 프랭크 램파드 OBE      | 1999-2014 | 29 | 106  | 0.28           | MF     |

## 국제대회 기록

### FIFA 월드컵
| FIFA 월드컵 본선 기록 | FIFA 월드컵 본선 기록       | FIFA 월드컵 본선 기록       | FIFA 월드컵 본선 기록       | FIFA 월드컵 본선 기록       | FIFA 월드컵 본선 기록       | FIFA 월드컵 본선 기록       | FIFA 월드컵 본선 기록       | FIFA 월드컵 본선 기록       | FIFA 월드컵 본선 기록       | FIFA 월드컵 예선 기록                   | FIFA 월드컵 예선 기록                   | FIFA 월드컵 예선 기록                   | FIFA 월드컵 예선 기록                   | FIFA 월드컵 예선 기록                   | FIFA 월드컵 예선 기록                   | FIFA 월드컵 예선 기록                   |
| 년도                  | 결과                        | 순위                        | 경기                        | 승                          | 무*                         | 패                          | 득점                        | 실점                        | 승점                        | 경기                                    | 승                                      | 무*                                     | 패                                      | 득점                                    | 실점                                    | 승점                                    |
| --------------------- | --------------------------- | --------------------------- | --------------------------- | --------------------------- | --------------------------- | --------------------------- | --------------------------- | --------------------------- | --------------------------- | --------------------------------------- | --------------------------------------- | --------------------------------------- | --------------------------------------- | --------------------------------------- | --------------------------------------- | --------------------------------------- |
| 1930년                | 불참                        | 불참                        | 불참                        | 불참                        | 불참                        | 불참                        | 불참                        | 불참                        | 불참                        | 불참                                    | 불참                                    | 불참                                    | 불참                                    | 불참                                    | 불참                                    | 불참                                    |
| 1934년                | 불참                        | 불참                        | 불참                        | 불참                        | 불참                        | 불참                        | 불참                        | 불참                        | 불참                        | 불참                                    | 불참                                    | 불참                                    | 불참                                    | 불참                                    | 불참                                    | 불참                                    |
| 1938년                | 불참                        | 불참                        | 불참                        | 불참                        | 불참                        | 불참                        | 불참                        | 불참                        | 불참                        | 불참                                    | 불참                                    | 불참                                    | 불참                                    | 불참                                    | 불참                                    | 불참                                    |
| 1950년                | 조별리그                    | 8위                         | 3                           | 1                           | 0                           | 2                           | 2                           | 2                           | 3                           | 3                                       | 3                                       | 0                                       | 0                                       | 14                                      | 3                                       | 9                                       |
| 1954년                | 8강                         | 6위                         | 3                           | 1                           | 1                           | 1                           | 8                           | 8                           | 4                           | 3                                       | 3                                       | 0                                       | 0                                       | 11                                      | 4                                       | 9                                       |
| 1958년                | 조별리그                    | 11위                        | 4                           | 0                           | 3                           | 1                           | 4                           | 5                           | 3                           | 4                                       | 3                                       | 1                                       | 0                                       | 15                                      | 5                                       | 10                                      |
| 1962년                | 8강                         | 8위                         | 4                           | 1                           | 1                           | 2                           | 5                           | 6                           | 4                           | 4                                       | 3                                       | 1                                       | 0                                       | 16                                      | 2                                       | 10                                      |
| 1966년                | 우승                        | 1위                         | 6                           | 5                           | 1                           | 0                           | 11                          | 3                           | 16                          | 자동참가(개최국)                        | 자동참가(개최국)                        | 자동참가(개최국)                        | 자동참가(개최국)                        | 자동참가(개최국)                        | 자동참가(개최국)                        | 자동참가(개최국)                        |
| 1970년                | 8강                         | 8위                         | 4                           | 2                           | 0                           | 2                           | 4                           | 4                           | 6                           | 자동참가(전 대회 우승국)                | 자동참가(전 대회 우승국)                | 자동참가(전 대회 우승국)                | 자동참가(전 대회 우승국)                | 자동참가(전 대회 우승국)                | 자동참가(전 대회 우승국)                | 자동참가(전 대회 우승국)                |
| 1974년                | 예선 탈락                   | 예선 탈락                   | 예선 탈락                   | 예선 탈락                   | 예선 탈락                   | 예선 탈락                   | 예선 탈락                   | 예선 탈락                   | 예선 탈락                   | 4                                       | 1                                       | 2                                       | 1                                       | 3                                       | 4                                       | 5                                       |
| 1978년                | 예선 탈락                   | 예선 탈락                   | 예선 탈락                   | 예선 탈락                   | 예선 탈락                   | 예선 탈락                   | 예선 탈락                   | 예선 탈락                   | 예선 탈락                   | 6                                       | 5                                       | 0                                       | 1                                       | 15                                      | 4                                       | 15                                      |
| 1982년                | 2라운드                     | 6위                         | 5                           | 3                           | 2                           | 0                           | 6                           | 1                           | 11                          | 8                                       | 4                                       | 1                                       | 3                                       | 13                                      | 8                                       | 13                                      |
| 1986년                | 8강                         | 8위                         | 5                           | 2                           | 1                           | 2                           | 7                           | 3                           | 7                           | 8                                       | 4                                       | 4                                       | 0                                       | 21                                      | 2                                       | 16                                      |
| 1990년                | 준결승                      | 4위                         | 7                           | 3                           | 3                           | 1                           | 8                           | 6                           | 12                          | 6                                       | 3                                       | 3                                       | 0                                       | 10                                      | 0                                       | 12                                      |
| 1994년                | 예선 탈락                   | 예선 탈락                   | 예선 탈락                   | 예선 탈락                   | 예선 탈락                   | 예선 탈락                   | 예선 탈락                   | 예선 탈락                   | 예선 탈락                   | 10                                      | 5                                       | 3                                       | 2                                       | 26                                      | 9                                       | 18                                      |
| 1998년                | 8강                         | 7위                         | 5                           | 3                           | 1                           | 1                           | 8                           | 6                           | 10                          | 16                                      | 9                                       | 1                                       | 1                                       | 15                                      | 2                                       | 19                                      |
| 2002                  | 8강                         | 6위                         | 5                           | 2                           | 2                           | 1                           | 6                           | 3                           | 8                           | 8                                       | 5                                       | 2                                       | 1                                       | 16                                      | 6                                       | 17                                      |
| 2006년                | 8강                         | 7위                         | 5                           | 3                           | 2                           | 0                           | 6                           | 2                           | 11                          | 10                                      | 8                                       | 1                                       | 1                                       | 17                                      | 5                                       | 25                                      |
| 2010년                | 16강                        | 13위                        | 4                           | 1                           | 2                           | 1                           | 3                           | 5                           | 5                           | 10                                      | 9                                       | 0                                       | 1                                       | 34                                      | 6                                       | 27                                      |
| 2014년                | 조별리그                    | 26위                        | 3                           | 0                           | 1                           | 2                           | 2                           | 4                           | 1                           | 10                                      | 6                                       | 4                                       | 0                                       | 31                                      | 4                                       | 22                                      |
| 2018년                | 준결승                      | 4위                         | 7                           | 3                           | 1                           | 3                           | 11                          | 8                           | 10                          | 10                                      | 8                                       | 2                                       | 0                                       | 18                                      | 3                                       | 26                                      |
| 2022년                | 8강                         | 6위                         | 5                           | 3                           | 1                           | 1                           | 13                          | 4                           | 10                          | 10                                      | 8                                       | 2                                       | 0                                       | 39                                      | 3                                       | 26                                      |
| 합계                  | 16회 진출(16/22)            | 우승(1회)                   | 74                          | 32                          | 22                          | 20                          | 103                         | 68                          | 118                         | 112                                     | 76                                      | 25                                      | 11                                      | 275                                     | 67                                      | 253                                     |
| 순위                  | FIFA 월드컵 역대 순위 : 7위 | FIFA 월드컵 역대 순위 : 7위 | FIFA 월드컵 역대 순위 : 7위 | FIFA 월드컵 역대 순위 : 7위 | FIFA 월드컵 역대 순위 : 7위 | FIFA 월드컵 역대 순위 : 7위 | FIFA 월드컵 역대 순위 : 7위 | FIFA 월드컵 역대 순위 : 7위 | FIFA 월드컵 역대 순위 : 7위 | 월드컵 예선 승점 순위 : 14위 (유럽 7위) | 월드컵 예선 승점 순위 : 14위 (유럽 7위) | 월드컵 예선 승점 순위 : 14위 (유럽 7위) | 월드컵 예선 승점 순위 : 14위 (유럽 7위) | 월드컵 예선 승점 순위 : 14위 (유럽 7위) | 월드컵 예선 승점 순위 : 14위 (유럽 7위) | 월드컵 예선 승점 순위 : 14위 (유럽 7위) |

### UEFA 유럽 축구 선수권 대회
| UEFA 유로 대회 본선 | UEFA 유로 대회 본선                   | UEFA 유로 대회 본선                   | UEFA 유로 대회 본선                   | UEFA 유로 대회 본선                   | UEFA 유로 대회 본선                   | UEFA 유로 대회 본선                   | UEFA 유로 대회 본선                   | UEFA 유로 대회 본선                   | UEFA 유로 대회 본선                   | UEFA 유로 대회 예선       | UEFA 유로 대회 예선       | UEFA 유로 대회 예선       | UEFA 유로 대회 예선       | UEFA 유로 대회 예선       | UEFA 유로 대회 예선       | UEFA 유로 대회 예선       |
| 년도                | 결과                                  | 순위                                  | 경기                                  | 승                                    | 무*                                   | 패                                    | 득점                                  | 실점                                  | 승점                                  | 경기                      | 승                        | 무*                       | 패                        | 득점                      | 실점                      | 승점                      |
| ------------------- | ------------------------------------- | ------------------------------------- | ------------------------------------- | ------------------------------------- | ------------------------------------- | ------------------------------------- | ------------------------------------- | ------------------------------------- | ------------------------------------- | ------------------------- | ------------------------- | ------------------------- | ------------------------- | ------------------------- | ------------------------- | ------------------------- |
| 1960년              | 불참                                  | 불참                                  | 불참                                  | 불참                                  | 불참                                  | 불참                                  | 불참                                  | 불참                                  | 불참                                  | 불참                      | 불참                      | 불참                      | 불참                      | 불참                      | 불참                      | 불참                      |
| 1964년              | 예선 탈락                             | 예선 탈락                             | 예선 탈락                             | 예선 탈락                             | 예선 탈락                             | 예선 탈락                             | 예선 탈락                             | 예선 탈락                             | 예선 탈락                             | 2                         | 0                         | 1                         | 1                         | 3                         | 6                         | 1                         |
| 1968년              | 준결승                                | 3위                                   | 2                                     | 1                                     | 0                                     | 1                                     | 2                                     | 1                                     | 3                                     | 8                         | 6                         | 1                         | 1                         | 18                        | 6                         | 19                        |
| 1972년              | 예선 탈락                             | 예선 탈락                             | 예선 탈락                             | 예선 탈락                             | 예선 탈락                             | 예선 탈락                             | 예선 탈락                             | 예선 탈락                             | 예선 탈락                             | 8                         | 5                         | 2                         | 1                         | 16                        | 6                         | 17                        |
| 1976년              | 예선 탈락                             | 예선 탈락                             | 예선 탈락                             | 예선 탈락                             | 예선 탈락                             | 예선 탈락                             | 예선 탈락                             | 예선 탈락                             | 예선 탈락                             | 6                         | 3                         | 2                         | 1                         | 11                        | 3                         | 11                        |
| 1980년              | 조별리그                              | 6위                                   | 3                                     | 1                                     | 1                                     | 1                                     | 3                                     | 3                                     | 4                                     | 8                         | 7                         | 1                         | 0                         | 22                        | 5                         | 22                        |
| 1984년              | 예선 탈락                             | 예선 탈락                             | 예선 탈락                             | 예선 탈락                             | 예선 탈락                             | 예선 탈락                             | 예선 탈락                             | 예선 탈락                             | 예선 탈락                             | 8                         | 5                         | 2                         | 1                         | 23                        | 3                         | 17                        |
| 1988년              | 조별리그                              | 7위                                   | 3                                     | 0                                     | 0                                     | 3                                     | 2                                     | 7                                     | 0                                     | 6                         | 5                         | 1                         | 0                         | 19                        | 1                         | 16                        |
| 1992년              | 조별리그                              | 7위                                   | 3                                     | 0                                     | 2                                     | 1                                     | 1                                     | 2                                     | 2                                     | 6                         | 3                         | 3                         | 0                         | 7                         | 3                         | 12                        |
| 1996년              | 준결승                                | 3위                                   | 5                                     | 2                                     | 3                                     | 0                                     | 8                                     | 3                                     | 9                                     | 자동 참가(개최국)         | 자동 참가(개최국)         | 자동 참가(개최국)         | 자동 참가(개최국)         | 자동 참가(개최국)         | 자동 참가(개최국)         | 자동 참가(개최국)         |
| 2000년              | 조별리그                              | 11위                                  | 3                                     | 1                                     | 0                                     | 2                                     | 5                                     | 6                                     | 3                                     | 10                        | 4                         | 4                         | 2                         | 16                        | 5                         | 16                        |
| 2004년              | 8강                                   | 5위                                   | 4                                     | 2                                     | 1                                     | 1                                     | 10                                    | 6                                     | 7                                     | 8                         | 6                         | 2                         | 0                         | 14                        | 5                         | 20                        |
| 2008년              | 예선 탈락                             | 예선 탈락                             | 예선 탈락                             | 예선 탈락                             | 예선 탈락                             | 예선 탈락                             | 예선 탈락                             | 예선 탈락                             | 예선 탈락                             | 12                        | 7                         | 2                         | 3                         | 24                        | 7                         | 23                        |
| 2012년              | 8강                                   | 5위                                   | 4                                     | 2                                     | 2                                     | 0                                     | 5                                     | 3                                     | 8                                     | 8                         | 5                         | 3                         | 0                         | 17                        | 5                         | 18                        |
| 2016년              | 16강                                  | 12위                                  | 4                                     | 1                                     | 2                                     | 1                                     | 4                                     | 4                                     | 5                                     | 10                        | 10                        | 0                         | 0                         | 31                        | 3                         | 30                        |
| 2020년              | 준우승                                | 2위                                   | 7                                     | 4                                     | 3                                     | 0                                     | 8                                     | 3                                     | 15                                    | 8                         | 7                         | 0                         | 1                         | 37                        | 6                         | 21                        |
| 2024년              | 준우승                                | 2위                                   | 7                                     | 3                                     | 3                                     | 1                                     | 8                                     | 6                                     | 12                                    | 8                         | 6                         | 2                         | 0                         | 22                        | 4                         | 20                        |
| 합계                | 11회 진출(11/17)                      | 준우승(2회)                           | 45                                    | 17                                    | 17                                    | 11                                    | 56                                    | 44                                    | 68                                    | 116                       | 79                        | 26                        | 11                        | 280                       | 68                        | 263                       |
| 순위                | UEFA 유럽 축구 선수권 대회 순위 : 7위 | UEFA 유럽 축구 선수권 대회 순위 : 7위 | UEFA 유럽 축구 선수권 대회 순위 : 7위 | UEFA 유럽 축구 선수권 대회 순위 : 7위 | UEFA 유럽 축구 선수권 대회 순위 : 7위 | UEFA 유럽 축구 선수권 대회 순위 : 7위 | UEFA 유럽 축구 선수권 대회 순위 : 7위 | UEFA 유럽 축구 선수권 대회 순위 : 7위 | UEFA 유럽 축구 선수권 대회 순위 : 7위 | 유로 예선 승점 순위 : 6위 | 유로 예선 승점 순위 : 6위 | 유로 예선 승점 순위 : 6위 | 유로 예선 승점 순위 : 6위 | 유로 예선 승점 순위 : 6위 | 유로 예선 승점 순위 : 6위 | 유로 예선 승점 순위 : 6위 |

### 하계 올림픽
올림픽은 잉글랜드, 스코틀랜드, 웨일스, 북아일랜드로 각각 쪼개져서 나올 수 없으며 연합국 단일 팀 출전만 허용한다. 모든 올림픽 대회는 영국 단일팀으로 출전했으며, 따라서 자세한 내용은 영국 축구 국가대표팀 참조.

## 같이 보기
- 잉글랜드 축구 협회
- 잉글랜드 여자 축구 국가대표팀
- 영국 올림픽 축구 국가대표팀